# Erica tumida
Erica tumida là một loài thực vật có hoa trong họ Thạch nam. Loài này được Ker Gawl. mô tả khoa học đầu tiên năm 1815.